# Rucervus
Rucervus is een geslacht van zoogdieren uit de familie van de hertachtigen (Cervidae). De wetenschappelijke naam van het geslacht werd in 1838 gepubliceerd door Brian Houghton Hodgson.

## Soorten
Er worden 3 soorten in dit geslacht geplaatst:
- Rucervus duvaucelii (G. Cuvier, 1823) – Barasingahert
- Rucervus eldii (M'Clelland, 1842) – Lierhert
- Rucervus schomburgki (Blyth, 1863) – Schomburgk-hert